# جان جنسن
جان جنسن (انگلیسی: John Jensen؛ زادهٔ ۳ مهٔ ۱۹۶۵) بازیکن فوتبال اهل دانمارک است.
از باشگاه‌هایی که در آن بازی کرده‌است می‌توان به باشگاه فوتبال بروندبی، و باشگاه فوتبال هامبورگ، باشگاه فوتبال آرسنال، باشگاه فوتبال بروندبی، و باشگاه فوتبال بروندبی اشاره کرد.
وی همچنین در تیم ملی فوتبال دانمارک بازی کرده‌است.